# Robertson (Cap-Occidental)
Pour les articles homonymes, voir Robertson.
Robertson est une ville de la province du Cap-Occidental en Afrique du Sud. Connue comme la « vallée des vignes et des roses », elle fut fondée en 1853 et nommée en hommage à William Robertson, un prédicateur écossais de l'église réformée néerlandaise.

## Quartiers
La ville de Robertson se divise en six secteurs : Dorpsig, Droëheuwel, Moreson, Panorama, Robertson SP (le centre-ville) et Uitbreiding.
Le secteur le plus densément peuplé est celui de Robertson SP (9 355 habitants).
Héritage de l'apartheid, le township de Nkqubela n'est pas rattaché à la commune mais directement à la municipalité de Langeberg.

## Démographie

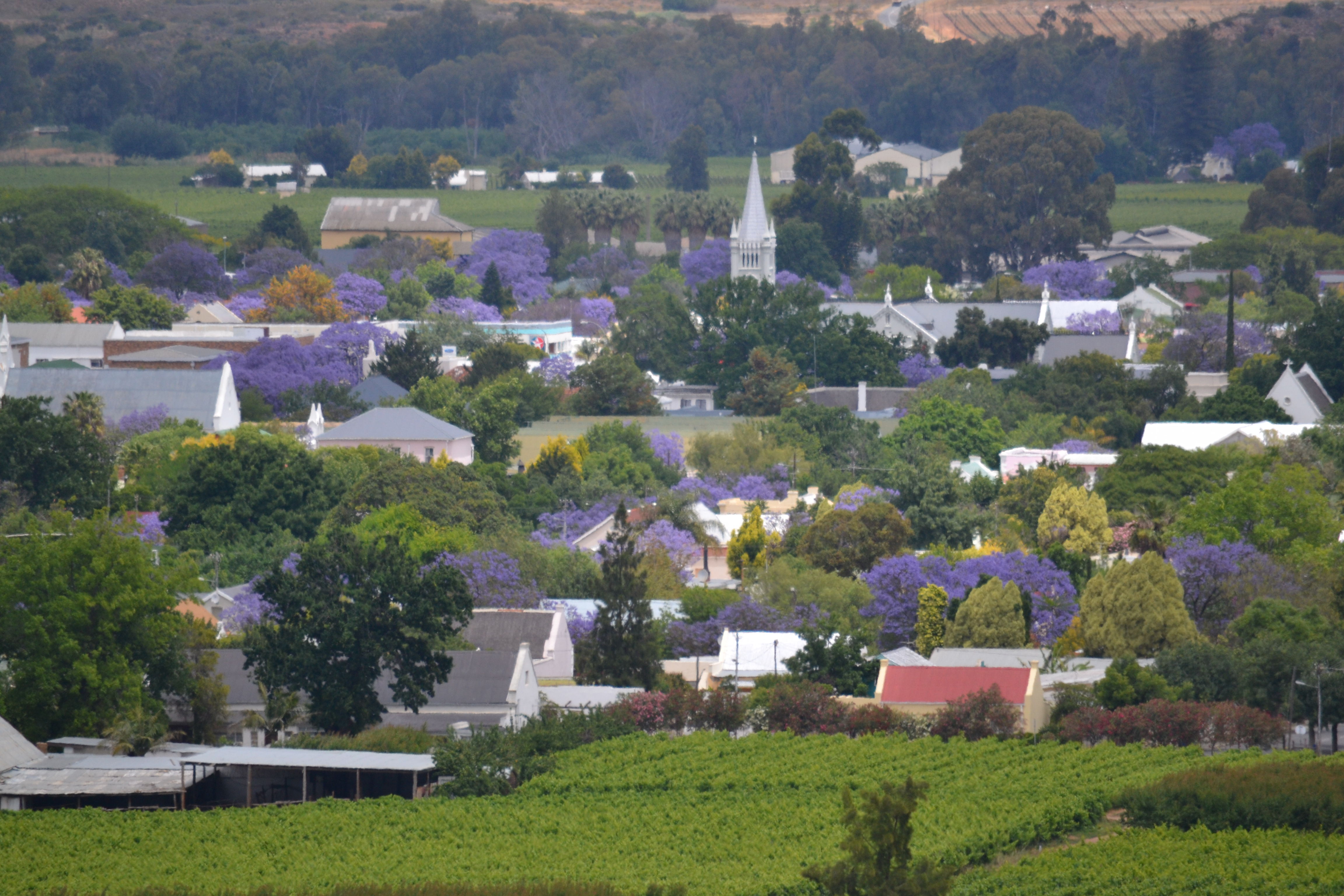
Robertson.

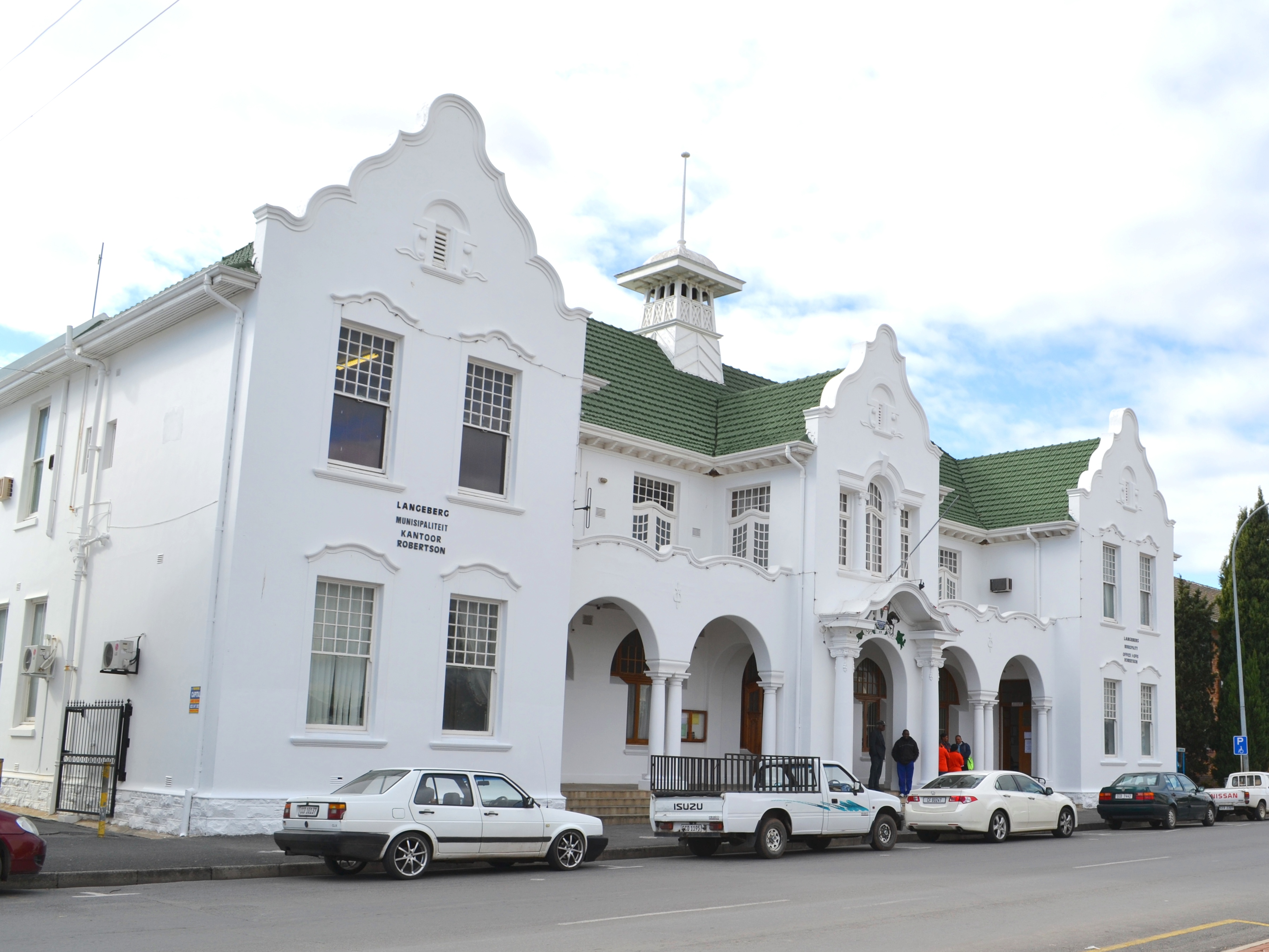
Hôtel de ville de Robertson.

Selon le recensement de 2011, la commune de Robertson compte 21 929 habitants, majoritairement coloureds (76,75 %). Les blancs et les noirs représentent respectivement 18,53 % et 5,17 % des habitants.
Les Coloureds sont les habitants ultra-majoritaires (plus de 85 %) de tous les quartiers à l'exception de celui du centre-ville, Robertson SP, où ils constituent 48,26 % des résidents. Les Blancs habitent quasi exclusivement dans ce quartier (soit 3 974 des 4 063 habitants de souche européenne de Robertson) où ils représentent 42,48 % des résidents. De même, 665 des 1 133 habitants de souche bantou résident à Robertson SP (7,11 % des habitants).
L'afrikaans est la langue maternelle majoritairement utilisée par la population locale (92,95 %) devant la langue anglaise (3,70 %).
La zone urbaine de Robertson comprend également le township de Nkqubela (5 786 habitants dont 91,70 % de noirs et 7,85 % de coloureds). Au total, l'aire urbaine de Robertson compte ainsi 27 715 habitants (60,8 % de coloureds, 23,2 % de Noirs et 14,7 % de Blancs), majoritairement de langue maternelle afrikaans (75,1 %).

## Climat
La région de Robertson est située à l'intérieur des terres. C'est une zone où le climat est chaud et sec. Toutefois, le relief prémontagneux assure des températures nocturnes fraîches qui sont les plus basses de la province du Cap-Occidental.

## Historique

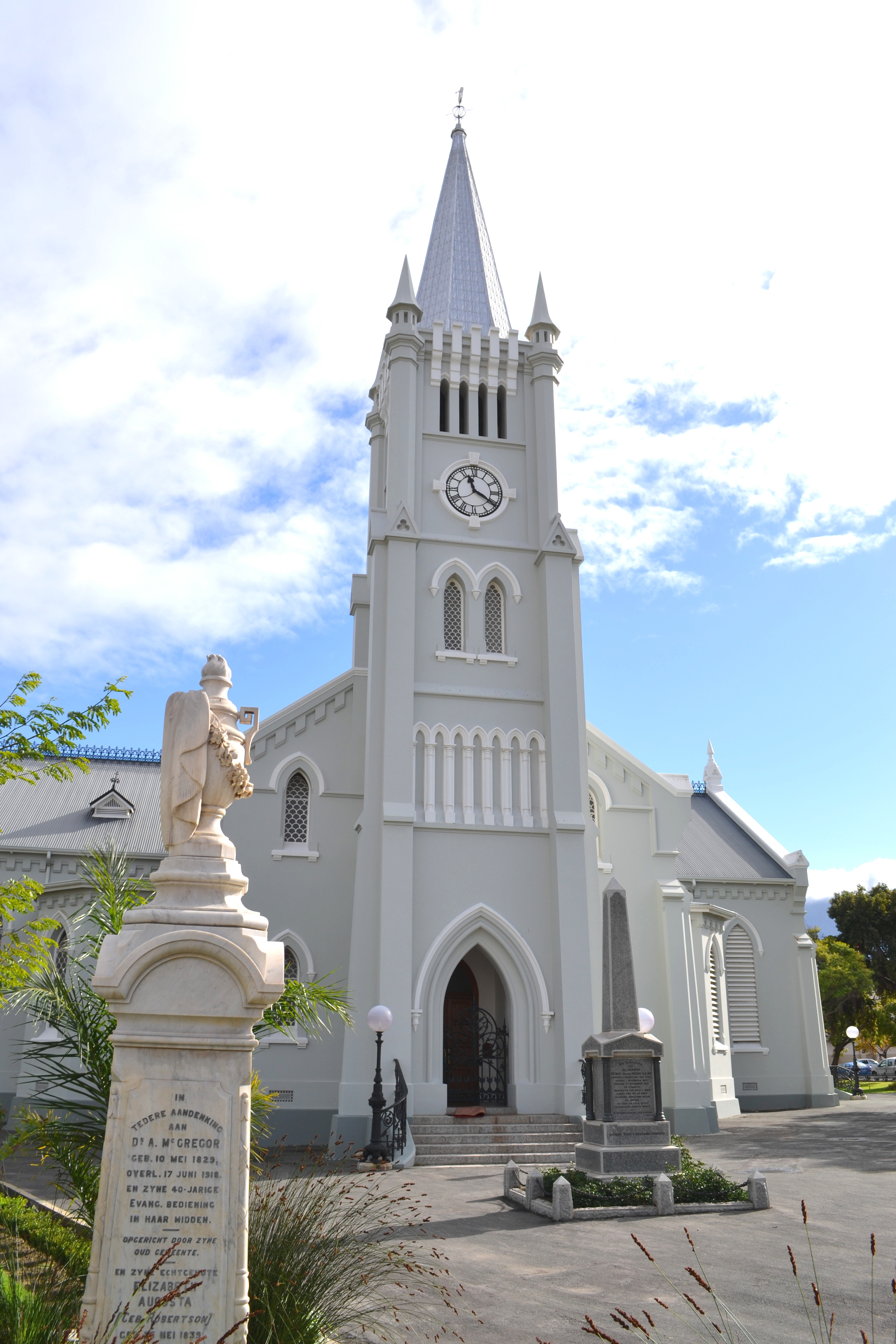
L'église réformée néerlandaise (1905).

Située dans la vallée fertile de Robertson, la ville est à l'origine, et jusqu'à la seconde guerre des Boers, un centre agricole et un centre industriel où sont construits les wagons de chemin de fer de la colonie du Cap.
En 1728, la région est intégrée dans le district de Swellendam et accueille de nombreux fermiers migrants à la recherche de pâturage pour leurs moutons. Plusieurs d'entre eux font souche et y construisent leurs fermes. À la fin des années 1840, la région prend le nom de Robertson en hommage au docteur William Robertson, le ministre de l'église réformée hollandaise de Swellendam qui vient à l'époque tous les trois mois effectuer les services religieux auprès des habitants. En 1852, il est décidé de construire un village sur les terres de la ferme Roodezand qui est rachetée par les pouvoirs publics pour la somme de 4 200 livres. Le terrain est divisé ensuite en parcelles mises en vente chacune à environ 40 livres. En 1853 commence la construction de la première église, laquelle est démolie en 1905 pour laisser place à l'église actuelle sur Paul Kruger Street. L'année 1853 est aussi la date de naissance du village de Robertson. L'érection des églises d'autres confessions suivent de près tandis que de nombreux commerces commencent à ouvrir et que des écoles sont, elles aussi, construites.
En 1860, le village est frappé par une épidémie de rougeole suivie d'une épidémie de fièvre qui tuent près d'une centaine de personnes.
Le village se développe néanmoins et devient une commune prospère dans les années suivantes, réputée pour sa production de fruits, de vin, de brandy et de plumes d'autruche. L'industrie principale devient toutefois pour plusieurs années celle de la construction de wagons de chemin de fer.
À la suite de la délocalisation de nombreuses industries vers les anciennes républiques boers, Robertson se spécialise dans l'élevage d'autruche jusqu'à l'effondrement du marché au lendemain de la Première Guerre mondiale. De nombreux éleveurs sont alors ruinés mais plusieurs d'entre eux parviennent à se reconvertir dans la viticulture et l'élevage de chevaux de course, permettant à Robertson de retrouver la prospérité.

## Tourisme
Le tourisme s'est développé à Robertson grâce à sa situation au sein d'une vallée viticole et grâce à son patrimoine architectural.
Plusieurs édifices de la ville sont inscrits au patrimoine national (South African National Monuments) tels la Pink Church (1859), le musée de la ville (1860), la maison de style Edwardienne au 12 de la rue Piet Retief (1904), la maison de style Victorien du 59 Van Reeneen Street (1914) et la maison à poudre à canon.
L'église réformée hollandaise, située au 39 Paul Kruger Street, date de 1905 et a été bâtie sur les fondations de la première église de la ville.
L'industrie viticole participe également au développement touristique de la vallée.

### Industrie viticole
- Graham Beck
- Springfield
- Bon Cap
- Majors Hill
- Excelsior Estate